# ITF Women’s World Tennis Tour 2020
Die ITF Women’s World Tennis Tour 2020 ist nach der WTA Tour und der WTA Challenger Series die dritthöchste Turnierserie im Damentennis.

## Turniere
Insgesamt werden 2020 für die Tennisspielerinnen mehrere hundert Turniere auf der ITF Women’s World Tennis Tour veranstaltet.

### April–Juni
Aufgrund der COVID-19-Pandemie fanden während des zweiten Quartals keine Turniere statt.

## Weltranglistenpunkte
Abhängig von der erreichten Runde erhalten die Spielerinnen folgende Punkte für die WTA-Weltrangliste (Kategorien: 15.000 bis 100.000) oder für die  ITF-Rangliste (Kategorien: 15.000 und 25.000, nur in der Einzel-Qualifikation):
| Turnierkategorie                    | S                      | F                      | HF                     | VF                     | AF                     | R32                    | Q                      | Q2                     | Q1                     |
| ↓ WTA Ranking Points ↓              | ↓ WTA Ranking Points ↓ | ↓ WTA Ranking Points ↓ | ↓ WTA Ranking Points ↓ | ↓ WTA Ranking Points ↓ | ↓ WTA Ranking Points ↓ | ↓ WTA Ranking Points ↓ | ↓ WTA Ranking Points ↓ | ↓ WTA Ranking Points ↓ | ↓ WTA Ranking Points ↓ |
| ----------------------------------- | ---------------------- | ---------------------- | ---------------------- | ---------------------- | ---------------------- | ---------------------- | ---------------------- | ---------------------- | ---------------------- |
| ITF W100+H1 (E)                     | 150                    | 90                     | 55                     | 28                     | 14                     | 1                      | 6                      | 4                      | –                      |
| ITF W100+H1 (D)                     | 150                    | 90                     | 55                     | 28                     | 1                      | –                      | –                      | –                      | –                      |
| ITF W100 (E)                        | 140                    | 85                     | 50                     | 25                     | 13                     | 1                      | 6                      | 4                      | –                      |
| ITF W100 (D)                        | 140                    | 85                     | 50                     | 25                     | 1                      | –                      | –                      | –                      | –                      |
| ITF W80+H1 (E)                      | 130                    | 80                     | 48                     | 24                     | 12                     | 1                      | 5                      | 3                      | –                      |
| ITF W80+H1 (D)                      | 130                    | 80                     | 48                     | 24                     | 1                      | –                      | –                      | –                      | –                      |
| ITF W80 (E)                         | 115                    | 70                     | 42                     | 21                     | 10                     | 1                      | 5                      | 3                      | –                      |
| ITF W80 (D)                         | 115                    | 70                     | 42                     | 21                     | 1                      | –                      | –                      | –                      | –                      |
| ITF W60+H1 (E)                      | 100                    | 60                     | 36                     | 18                     | 9                      | 1                      | 5                      | 3                      | –                      |
| ITF W60+H1 (D)                      | 100                    | 60                     | 36                     | 18                     | 1                      | –                      | –                      | –                      | –                      |
| ITF W60 (E)                         | 80                     | 48                     | 29                     | 15                     | 8                      | 1                      | 5                      | 3                      | –                      |
| ITF W60 (D)                         | 80                     | 48                     | 29                     | 15                     | 1                      | –                      | –                      | –                      | –                      |
| ITF W25+H1 (E)                      | 60                     | 36                     | 22                     | 11                     | 6                      | 1                      | 2                      | –                      | –                      |
| ITF W25+H1 (D)                      | 60                     | 36                     | 22                     | 11                     | 1                      | –                      | –                      | –                      | –                      |
| ITF W25 (E)                         | 50                     | 30                     | 18                     | 9                      | 5                      | 1                      | 1                      | –                      | –                      |
| ITF W25 (D)                         | 50                     | 30                     | 18                     | 9                      | 1                      | –                      | –                      | –                      | –                      |
| ITF W15 (auch +H) (E)               | 10                     | 6                      | 4                      | 2                      | 1                      | –                      | –                      | –                      | –                      |
| ITF W15 (auch +H) (D)               | 10                     | 6                      | 4                      | 1                      | -                      | –                      | –                      | –                      | –                      |
| ↓ ITF World Tennis Ranking Points ↓ |                        |                        |                        |                        |                        |                        |                        |                        |                        |
| ITF W25+H1 (E)                      | -                      | -                      | -                      | -                      | -                      | -                      | 4                      | 1                      | –                      |
| ITF W25+H1 (D)                      | -                      | -                      | -                      | -                      | -                      | –                      | –                      | –                      | –                      |
| ITF W25 (E)                         | -                      | -                      | -                      | -                      | -                      | -                      | 3                      | 1                      | –                      |
| ITF W25 (D)                         | -                      | -                      | -                      | -                      | -                      | –                      | –                      | –                      | –                      |
| ITF W15+H1 (E)                      | -                      | -                      | -                      | -                      | -                      | -                      | 3                      | 1                      | –                      |
| ITF W15+H1 (D)                      | -                      | -                      | -                      | -                      | -                      | –                      | –                      | –                      | –                      |
| ITF W15 (E)                         | -                      | -                      | -                      | -                      | -                      | -                      | 2                      | 1                      | –                      |
| ITF W15 (D)                         | -                      | -                      | -                      | -                      | -                      | –                      | –                      | –                      | –                      |

- 1 Hospitality